# Bezzia ternidenta
Bezzia ternidenta är en tvåvingeart som beskrevs av Yu 2000. Bezzia ternidenta ingår i släktet Bezzia och familjen svidknott. Inga underarter finns listade i Catalogue of Life.